# Rozłączenie (liryk)
Rozłączenie – liryk Juliusza Słowackiego, powstały w roku 1835 nad szwajcarskim jeziorem Leman.
Jest to wiersz pisany w formie listu poetyckiego, którego adresatką jest pozostawiona w kraju matka. Poeta w liście pragnie jej okazać piękno krajobrazu. Podmiot liryczny zna doskonale przestrzeń otaczającą adresatkę, jej codzienne zajęcia i osobowość. Przeciwnie matka – mimo że bohaterowie utworu nieustannie korespondują ze sobą, nie wie o nadawcy tyle, ile on wie o niej. Poeta usiłuje zobrazować nieosiągalny dla jej wzroku krajobraz, jednakże zdaje sobie sprawę z nierealności tego pragnienia. Poczuciu bezradności towarzyszy poszukiwanie wspólnych cech pejzażu: szwajcarskiego i rodzinnego. Wiersz kończy się słowami żalu nad losem tułacza, skazującego poetę na utratę kontaktu z bliskimi.